# LOL (^^,)
LOL <(^^,)> je studijski album švedskog glazbenika Basshuntera. Album je 28. kolovoza 2006. godine objavila diskografska kuća Warner Music Sweden.

## Popis pjesama
| Br. | Skladba                                                     | Trajanje |
| --- | ----------------------------------------------------------- | -------- |
| 1.  | »Vi sitter i Ventrilo och spelar DotA«                      | 3:22     |
| 2.  | »Boten Anna«                                                | 3:29     |
| 3.  | »Strand Tylösand«                                           | 3:17     |
| 4.  | »Sverige«                                                   | 2:58     |
| 5.  | »Hallå där«                                                 | 2:38     |
| 6.  | »Mellan oss två«                                            | 3:58     |
| 7.  | »Var är jag«                                                | 4:01     |
| 8.  | »Utan stjärnorna«                                           | 3:51     |
| 9.  | »Festfolk« (2006 Remix)                                     | 4:01     |
| 10. | »Vifta med händerna« (Basshunter Remix) (Patrik och Lillen) | 3:11     |
| 11. | »Professional Party People«                                 | 3:09     |
| 12. | »I'm Your Basscreator«                                      | 5:25     |

| 13. | »Boten Anna« (Instrumental)                               | 3:20 |
| 14. | »Vi sitter i Ventrilo och spelar DotA« (Extended Version) | 7:45 |

## Top ljestvice i certifikati
| Ljestvica (2006. – 2008.)                            | Najviša pozicija |
| ---------------------------------------------------- | ---------------- |
| Danska                                               | 3                |
| Finska                                               | 4                |
| Švedska                                              | 5                |
| Austrija                                             | 12               |
| Norveška                                             | 19               |
| Sjedinjene Američke Države (Dance/Electronic Albums) | 24               |
| Francuska                                            | 51               |
| Nizozemska                                           | 66               |

| Država | Certifikat    | Prodaja |
| ------ | ------------- | ------- |
| Danska | 2x Platinasti | 40.000  |
| Finska | Platinasti    | 33.365  |

## Vanjske poveznice
- Službena stranica